# شبه جزيرة بوتيا

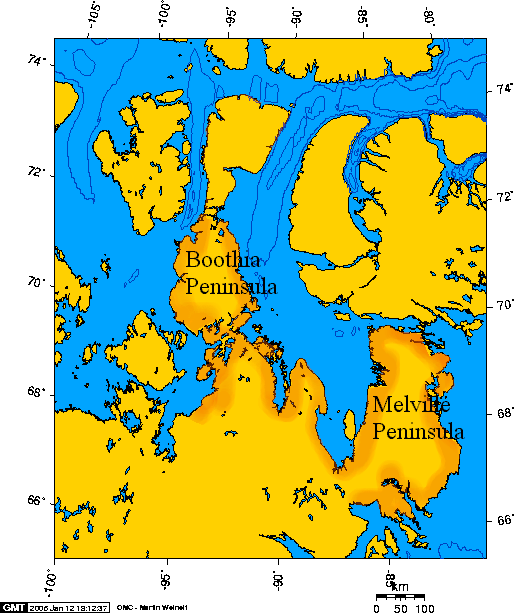
شبه جزيرتي بوتيا و ميلفيل، نونافوت، كندا.

شبه جزيرة بوتيا (سابقا: بوتيا فيلكس) (بالإنجليزية: Boothia Peninsula)‏ هي شبه جزيرة كبيرة في نونافوت في قطب كندا الشمالية، جنوبي جزيرة سومرست. الجزء الشمالي، رعن مورشيسون ، هي نقطة من البر الرئيسى في أقصى شمال كندا ، أي أمريكا الشمالية.